# Discografia de Led Zeppelin
A continuació hi ha la discografia de Led Zeppelin completa. La banda de rock britànica va néixer a Londres el 1968, formada pel guitarrista Jimmy Page, el cantant Robert Plant, el baixista John Paul Jones i el bateria John Bonham. El grup va promoure la idea dels àlbums com a indivisibles i sovint va refutar la publicació de senzills. El seu àlbum de debut, Led Zeppelin (1969), baix la discogràfica Atlantic Records, va assolir el número 6 a la UK Albums Chart i el número 10 a la Billboard 200 estatunidenca. El seu segon àlbum d'estudi, Led Zeppelin II, que la banda enregistrà mentre era de gira, va sortir pocs mesos després del primer. Va arribar a la primera posició a molts països, incloent el Regne Unit i els Estats Units, on va rebre el certificat multi-platí 12 vegades. Al segon àlbum hi figurava el seu senzill de major èxit, «Whole Lotta Love», que va fer el número 1 a moltes llistes d'èxits. Led Zeppelin III (1970) tenia un so més tou i més folk comparat amb el rock dur que predominava als discos anteriors. També va arribar al capdamunt de la llista tant al Regne Unit com als EUA.
El quart àlbum sense títol de Led Zeppelin, sovint anomenat Led Zeppelin IV (1971), resultaria el seu àlbum comercialment més exitós. Va rebre el certificat RIAA de multi-platí 23 vegades, el tercer més alt de la història. El cinquè àlbum, Houses of the Holy (1973), també va assolir la primera posició a ambdues bandes de l'oceà Atlàntic i el certificat de multi-platí 11 cops. El 1974, el conjunt va crear la seva pròpia discogràfica, Swan Records, que publicaria la resta d'àlbums d'estudi de Led Zeppelin. El primer fou l'àlbum doble Physical Graffiti (1975), que ha rebut el certificat de platí 16 vegades. Tanmateix, el seu setè àlbum Presence (1976), no va tenir tant d'èxit com els anteriors, aconseguint tan sols el certificat RIAA de triple platí. Aquell mateix any van publicar la seva primera pel·lícula concert, The Song Remains the Same. L'enregistrament de la pel·lícula es feu durant tres nits seguides de concerts a Madison Square Garden de la Ciutat de Nova York, durant la gira pels Estats Units del 1973. El seu vuitè àlbum, In Through the Out Door (1979), va rebre un certificat de sèxtuple platí. Aquest fou l'últim àlbum publicat abans de la mort d'intoxicació alcohòlica de Bonham; després, la banda es va separar immediatament.
L'últim àlbum d'estudi de Led Zeppelin és Coda (1982), una compilació de cançons descartades d'enregistraments previs. D'ençà de la seva separació, la banda ha publicat nombrosos àlbums de compilació i directes d'antics concerts, incloent How the West Was Won, que va culminar el cim de les llistes Billboard, i l'àlbum de compilació Mothership, que produïa set descàrregues musicals i fou publicat el mateix dia que tot el catàleg de Led Zeppelin passà a estar disponible a les botigues digitals, incloent iTunes. «Stairway to Heaven», mai abans revelada com a senzill de forma oficial, era una de les cançons disponibles a les botigues digitals. La banda ha venut més de 300 milions d'àlbums arreu del món, 111,5 milions dels quals als Estats Units.

## Àlbums

### Àlbums d'estudi
| Led Zeppelin                                                            | - Publicat: 12 de gener de 1969 (EUA) - Publicat: 31 de març de 1969 (Regne Unit) - Discogràfica: Atlantic - Format: CS, CD, LP | 6 | 9 | —  | 11 | 19 | 32 | —  | —  | 16 | 10 | - ARIA: 2× platí - BPI: 2× platí - CRIA: diamant - IFPI SWI: or - NVPI: or - RIAA: 8× platí - SNEP: or - PROMUSICAE: platí                                  |
| Led Zeppelin II                                                         | - Publicat: 22 d'octubre de 1969 - Discogràfica: Atlantic - Format: CS, CD, LP                                                  | 1 | 1 | —  | 1  | 3  | 1  | 1  | —  | 2  | 1  | - ARIA: 4× platí - BPI: 4× platí - BVMI: platí - CRIA: 9× platí - IFPI AUT: or - RIAA: 12× platí - SNEP: 2× or - PROMUSICAE: or                             |
| Led Zeppelin III                                                        | - Publicat: 5 d'octubre de 1970 - Discogràfica: Atlantic - Format: CS, CD, LP                                                   | 1 | 1 | —  | 1  | 4  | 3  | 3  | —  | 3  | 1  | - BPI: platí - CRIA: 3× platí - BVMI: or - IFPI SWI: or - NVPI: or - RIAA: 6× platí - SNEP: platí - PROMUSICAE: or                                          |
| Led Zeppelin IV                                                         | - Publicat: 8 de novembre de 1971 - Discogràfica: Atlantic - Format: CS, CD, LP                                                 | 1 | 2 | —  | 1  | 2  | 9  | 7  | 34 | 3  | 2  | - ARIA: 9× platí - BPI: 6× platí - BVMI: 3× or - CRIA: 2× diamant - IFPI SWI: 2x platí - NVPI: platí - RIAA: 23× platí - SNEP: 2× platí - PROMUSICAE: platí |
| Houses of the Holy                                                      | - Publicat: 28 de març de 1973 - Discogràfica: Atlantic - Format: CS, CD, LP                                                    | 1 | 1 | 3  | 1  | 3  | 8  | 3  | —  | 4  | 1  | - BPI: platí - BVMI: or - RIAA: 11× platí - SNEP: 2× or - PROMUSICAE: or                                                                                    |
| Physical Graffiti                                                       | - Publicat: 24 de febrer de 1975 - Discogràfica: Swan Song - Format: CS, CD, LP                                                 | 1 | 2 | 2  | 1  | 2  | 17 | 7  | 3  | 4  | 1  | - ARIA: 3× platí - BPI: 2× platí - BVMI: or - RIAA: 16× platí - SNEP: or                                                                                    |
| Presence                                                                | - Publicat: 31 de març de 1976 - Discogràfica: Swan Song - Format: CS, CD, LP                                                   | 1 | 4 | —  | 16 | 5  | 27 | 5  | 8  | 4  | 1  | - BPI: platí - RIAA: 3× platí |
| In Through the Out Door                                                 | - Publicat: 15 d'agost de 1979 - Discogràfica: Swan Song - Format: CS, CD, LP                                                   | 1 | 3 | 20 | 1  | 7  | 28 | 20 | 1  | 14 | 1  | - ARIA: 2× platí - BPI: platí - RIAA: 6× platí |
| Coda                                                                    | - Publicat: 19 de novembre de 1982 - Discogràfica: Swan Song - Format: CS, CD, LP                                               | 4 | 9 | —  | 3  | 17 | 43 | —  | 7  | 18 | 6  | - BPI: plata - RIAA: platí |
| "—" indica que l'àlbum no va entrar en llista o que no va ser publicat. | |   |   |    |    |    |    |    |    |    |    | |

### Àlbums en directe
| The Song Remains the Same                                               | - Publicat: 22 d'octubre de 1976 - Discogràfica: Swan Song - Format: CS, CD, LP            | 1  | 8  | —  | 8  | —  | 6  | 19 | 6  | 21 | 2  | - BPI: platí - BVMI: or - RIAA: 4× platí - SNEP: or                                                                                    |
| BBC Sessions                                                            | - Publicat: 11 de novembre de 1997 - Discogràfica: Atlantic - Format: CS, CD, LP           | 23 | 60 | —  | 30 | 38 | —  | —  | 26 | 36 | 12 | - BPI: plata - RIAA: 2× platí |
| How the West Was Won                                                    | - Publicat: 27 de maig de 2003 - Discogràfica: Atlantic - Format: CD, DVD-A                | 5  | 10 | 17 | 1  | 11 | 15 | 47 | 13 | 10 | 1  | - BPI: or - CRIA: platí - RIAA: platí                                                                                                  |
| Celebration Day                                                         | - Publicat: 19 de novembre de 2012 - Discogràfica: Atlantic - Format: CD, DVD, Blu-ray, LP | 4  | 3  | 3  | 4  | 9  | 1  | 2  | 1  | 2  | 9  | - ARIA: or - BPI: or - BVMI: platí - IFPI SWI: or - IFPI SWI: DVD platí - CRIA: 2× platí - IFPI SWE: or - RIANZ: platí - ZPAV: diamant |
| "—" indica que l'àlbum no va entrar en llista o que no va ser publicat. |                                                                                            |    |    |    |    |    |    |    |    |    |    | |

### Compilacions
| Led Zeppelin Remasters                                                  | - Publicat: 15 d'octubre de 1990 - Discogràfica: Atlantic - Format: CS, CD, LP | 10 | 1 | 19 | 46 | 3 | 13 | 33 | 3 | 8 | 47 | - ARIA: 10× platí - BPI: 2× platí - BVMI: platí - IFPI AUT: or - IFPI NOR: or - IFPI SWI: or - RIAA: 2× platí - PROMUSICAE: platí |
| Early Days: The Best of Led Zeppelin Volume One                         | - Publicat: 24 de febrer de 1999 - Discogràfica: Atlantic - Format: CS, CD, LP | 55 | — | 23 | —  | — | 71 | —  | — | — | 71 | - BPI: plata - CRIA: or - RIAA: platí                                                                                             |
| Latter Days: The Best of Led Zeppelin Volume Two                        | - Publicat: 21 de març de 2000 - Discogràfica: Atlantic - Format: CS, CD, LP   | 40 | — | —  | —  | — | 71 | —  | — | — | 81 | |
| Mothership                                                              | - Publicat: 12 de novembre de 2007 - Discogràfica: Atlantic - Format: CD, LP   | 4  | 8 | 4  | 7  | 6 | 4  | 15 | 1 | 1 | 7  | - ARIA: platí - BPI: 2× platí - BVMI: 3× or - CRIA: 3× platí - IFPI AUT: or - IFPI SWI: or - RIAA: 2× platí - SNEP: or            |
| "—" indica que l'àlbum no va entrar en llista o que no va ser publicat. |                                                                                |    |   |    |    |   |    |    |   |   |    | |

## Caixes recopilatòries
| Títol                          | Detalls                                                                         | Posició més alta en llista | Posició més alta en llista | Posició més alta en llista | Posició més alta en llista | Posició més alta en llista | Posició més alta en llista | Posició més alta en llista | Posició més alta en llista | Posició més alta en llista | Posició més alta en llista | Certificats                    |
| Títol                          | Detalls                                                                         | UK                         | AUS                        | AUT                        | CAN                        | FRA                        | GER                        | NLD                        | NZ                         | NOR                        | US                         | Certificats                    |
| ------------------------------ | ------------------------------------------------------------------------------- | -------------------------- | -------------------------- | -------------------------- | -------------------------- | -------------------------- | -------------------------- | -------------------------- | -------------------------- | -------------------------- | -------------------------- | ------------------------------ |
| Led Zeppelin Boxed Set         | - Publicat: 7 de setembre de 1990 - Discogràfica: Atlantic - Format: CS, CD, LP | 48                         | 46                         | —                          | —                          | 16                         | —                          | —                          | —                          | —                          | 18                         | - BPI: plata - RIAA: diamant   |
| Led Zeppelin Boxed Set 2       | - Publicat: 21 de setembre de 1993 - Discogràfica: Atlantic - Format: CD        | 56                         | —                          | —                          | —                          | 67                         | —                          | —                          | 48                         | —                          | 87                         | - RIAA: or                     |
| The Complete Studio Recordings | - Publicat: 24 de setembre de 1993 - Discogràfica: Atlantic - Format: CD        | —                          | —                          | —                          | —                          | —                          | —                          | —                          | —                          | —                          | —                          | - RIAA: 2× platí - SNEP: platí |
| Definitive Collection          | - Publicat: 4 de novembre de 2008 - Discogràfica: Atlantic/Rhino - Format: CD   | —                          | —                          | —                          | —                          | —                          | —                          | —                          | —                          | —                          | —                          |                                |

## Àlbums de vídeo
| Títol                      | Detalls                                                                            | Certificats                                   |
| -------------------------- | ---------------------------------------------------------------------------------- | --------------------------------------------- |
| The Song Remains the Same' | - Publicat: 20 d'octubre 1976 - Studio: Warner Bros. - Format: VHS, DVD, Blu-ray   |                                               |
| Led Zeppelin DVD           | - Publicat: 26 de maig de 2003 - Studio: Atlantic - Format: DVD                    | - ARIA: 5× platí - RIAA: 13× platí - RIAJ: or |
| Celebration Day            | - Publicat: 19 de novembre de 2012 - Discogràfica: Atlantic - Format: DVD, Blu-ray | - RIAA: 3× platí                              |

## Senzills

### Senzills
| 1969                                                                    | «Good Times Bad Times» «Communication Breakdown»             | —  | —   | —   | 64  | —   | 17  | —   | 80   | — | Led Zeppelin            |
| 1969                                                                    | «Whole Lotta Love» «Living Loving Maid (She's Just a Woman)» | —  | 1 — | 3 — | 4 — | 1 — | 5 — | 5 — | 4 65 | — | Led Zeppelin II         |
| 1970                                                                    | «Immigrant Song» «Hey Hey What Can I Do»                     | —  | 16  | 13  | 4   | 6   | 9   | 4   | 16   | — | Led Zeppelin III        |
| 1971                                                                    | «Black Dog» «Misty Mountain Hop»                             | —  | 9   | —   | 11  | 22  | 20  | 6   | 15   | — | Led Zeppelin IV         |
| 1972                                                                    | «Rock and Roll» «Four Sticks»                                | —  | 51  | —   | 38  | 13  | —   | —   | 47   | — | Led Zeppelin IV         |
| 1973                                                                    | «Over the Hills and Far Away» «Dancing Days»                 | —  | —   | —   | 63  | —   | —   | —   | 51   | — | Houses of the Holy      |
| 1973                                                                    | «D'yer Mak'er» «The Crunge»                                  | —  | —   | —   | 24  | —   | —   | —   | 20   | — | Houses of the Holy      |
| 1973                                                                    | «The Ocean»                                                  | —  | —   | —   | —   | 8   | —   | —   | —    | — | Houses of the Holy      |
| 1975                                                                    | «Trampled Under Foot» «Black Country Woman»                  | —  | 60  | —   | 41  | —   | —   | —   | 38   | — | Physical Graffiti       |
| 1976                                                                    | «Candy Store Rock» «Royal Orleans»                           | —  | —   | —   | —   | —   | —   | —   | —    | — | Presence                |
| 1979                                                                    | «Fool in the Rain» «Hot Dog»                                 | —  | —   | —   | 12  | —   | —   | —   | 21   | — | In Through the Out Door |
| 1990                                                                    | «Travelling Riverside Blues»                                 | —  | —   | —   | 57  | —   | —   | —   | —    | 7 | Boxed Set               |
| 1993                                                                    | «Baby Come On Home»                                          | —  | —   | —   | 66  | —   | —   | —   | —    | 4 | Boxed Set 2             |
| 1997                                                                    | «Whole Lotta Love» (republicació a la Gran Bretanya)         | 21 | 52  | —   | —   | —   | —   | —   | —    | — | BBC Sessions            |
| 1997                                                                    | «The Girl I Love She Got Long Black Wavy Hair»               | —  | —   | —   | 49  | —   | —   | —   | —    | 4 | BBC Sessions            |
| "—" indica que l'àlbum no va entrar en llista o que no va ser publicat. |                                                              |    |     |     |     |     |     |     |      |   |                         |

### Cançons en llista
| «Darlene»                                                               | 1982 | 4  | Coda |
| «Ozone Baby»                                                            | 1982 | 14 | Coda |
| «Poor Tom»                                                              | 1982 | 18 | Coda |
| "—" indica que l'àlbum no va entrar en llista o que no va ser publicat. |      |    |      |

### Descàrregues digitals
| «Whole Lotta Love»                                                      | 2007 | 64  | 49 | —  | —  | —  | Mothership |
| «Immigrant Song»                                                        | 2007 | 109 | 54 | —  | —  | 71 | Mothership |
| «Black Dog»                                                             | 2007 | 119 | 59 | —  | —  | 66 | Mothership |
| «Stairway to Heaven»                                                    | 2007 | 37  | 17 | 15 | 17 | 30 | Mothership |
| «Kashmir»                                                               | 2007 | 80  | 33 | —  | 64 | 42 | Mothership |
| «Ramble On»                                                             | 2007 | —   | 66 | —  | —  | —  | Mothership |
| «Fool in the Rain»                                                      | 2007 | —   | 69 | —  | —  | —  | Mothership |
| "—" indica que l'àlbum no va entrar en llista o que no va ser publicat. |      |     |    |    |    |    |            |